# Bełz (stacja kolejowa)
Bełz (ukr. Белз, ros. Белз) – stacja kolejowa w miejscowości Bełz, w rejonie czerwonogrodzkim, w obwodzie lwowskim, na Ukrainie. Leży na linii Rawa Ruska – Czerwonogród.
Stacja powstała w czasach austro-węgierskich na oddanej w 1884 linii Jarosław - Sokal przez Lubaczów i Rawę Ruską. Do 1951 leżała w Polsce.